# Реп'яхувата Могила (курган)
Реп'яхува́та Моги́ла (зустрічається також Реп'яховата) — курган ранньоскіфського часу (VI (VII?) ст. до н. е.). Розташований в околицях с. Матусів Шполянського району Черкаської області. Досліджений в 1974 році В. А. Іллінською, О. І. Тереножкіним та Б. М. Мозолевським.

## Характеристика кургану
Висота кургану 2 м, діаметр — 44 м. На час дослідження насип був сильно розораним, про що можна судити по карті місцевості 1920-х років, на якій відмічено, що висота кургану дорівнювала 3,4 м. Курган був повністю розкопаний за допомогою бульдозера, виявлено основну та впускну гробниці.

### Гробниця №1
Основна гробниця розташована в центрі. Вона мала вигляд прямокутної, майже квадратної у плані ями орієнтованої по сторонах світу, з дромосом, який йшов від середини південної стіни у південному напрямку. Довжина ями (із заходу на схід) становить 4,2 м, ширина — 4 м, глибина — 2,25 м. Довжина дромоса 6 м, ширина при вході до поховальної камери — 1,4 м.
Власне сама гробниця була дерев'яною. Для її облаштування на дні ями вздовж стін, по колу, була вирита канавка шириною 0,4—0,5 м та глибиною в 0,5—0,6 м. У кутках стояли круглі стовпи діаметром 25 см. Стіни гробниці у вигляді вертикальних обаполів (опуклими сторонами всередину поховальної камери) були впущені в канавку. Ширина обаполів 25 см, товщина — 10—12 см. Нижні кінці кутових стовпів та дерев'яної обшивки стін закріплені в канавці нещільно утрамбованою глиняною засипкою. Щілини між обаполами ретельно промазані глиною.
У середній частині гробниці, ближче до її східної стінки, були два опорні стовпи, з яких один круглий, діаметром 25 см, а другий чотирикутний, розмірами 20 на 30 см. Глибина ям для стовпів 0,6 м, діаметр — 0,3 м. Для більшої стійкості стовпові ями забиті глиною.
Дромос при вході в поховальну камеру з однієї сторони був обмежений круглим стовпом, з другої — великим вертикально поставленим обаполом. Перед поховальною камерою, в дромосі, лежала чотиригранна колода — імовірно, тут була дерев'яна завіса, яка перекривала доступ до гробниці ззовні.
В західній частині гробниці знайдені поховання жінки та підлітка.
Скелет жінки лежав вздовж західної стіни ями у випростаному положенні головою на південь. Поза небіжчиці вільна, положення обох рук у вигляді ромбу, права нога підігнута. Від ложа, на якому покоїлася небіжчиця, збереглися дві широкі дошки, одна з яких була під головою та спиною, а друга — під ногами. Ширина ложа — 0,7 м. Очевидно, що через лоб жінки йшла пов'язка з намист (39 циліндричних намистин із блакитної пасти та 32 круглі янтарні). Справа та зліва від черепа знайдені два скроневих кільця. Під черепом та зліва від нього — дві бронзові булавки. На зап'ясті лівої руки — залишки браслету, який складався з невеликої кількості намист та амулетів. Справа від голови лежало бронзове дзеркало. Ручка дзеркала являє собою два стовпчики, які перекриті бляшкою із зображенням рельєфної багатопелюсткової розетки, що дозволило дослідниці Т. М. Кузнєцовій порівняти предмет із малоазійськими фіалами та пов'язати його із проникненням у Північне Причорномор'я скіфів, які поверталися із передньоазійських походів. Діаметр дзеркала — 14 см, висота бортика — 0,5 см, діаметр ручки — 2,8 см, її висота — 3, 2 см. На ручці та бортиках залишилися відбитки тканини.
Підліток лежав біля північної стіни в скорченому положенні на лівому боці, головою на південь. Скелет зберігся не повністю (відсутні череп та більша частина кісток грудної клітки). Біля північного опорного стовпа, приблизно там, де могла лежати голова підлітка, знайдено бронзове скроневе кільце. У канавці всередині північної стіни лежали залізний наконечник списа та вуздечка, від якої збереглися бронзові вудила та різні кістяні приладдя.
Всередині західної стіни в канавці знайдені залишки сагайдака з великим набором бронзових (83), кістяних (4) та залізних (5) наконечників стріл. Біля дна сагайдака, очевидно, вздовж його шва, розташовувалися три кістяні гвіздки з головками назовні та стрижнями всередину. За 50 см від дна сагайдака (на південь від нього) лежала кістяна застібка, ще три кістяні гвіздки та коротка кістяна втулка. Подібна кістяна втулка зустрічається в курганах № 406 та 407 в с. Журавка.
В центральній частині, ближче до північної стіни гробниці, знайшли бісер та намистини (зокрема, 5 пастових намистин у вигляді конічних розеток блакитнувато-білого кольору, які, на думку Т. В. Рябкової, є обмеженими у часі предметами імпорту із Закавказзя).

### Гробниця №2
Гробниця впущена в насип кургану на 2,5 м на схід від гробниці № 1. Виявлена по залишках дерев'яного перекриття на глибині 0,5 м від поверхні насипу. В плані вона, загалом, ідентична першій гробниці та влаштована паралельно до неї. Гробниця складається з поховальної камери та дромоса, який іде від камери у південному напрямку. Камера має вигляд неправильного чотирикутника та орієнтована по сторонах світу.
Довжина стін:
- північна — 5 м;
- східна — 4,6 м;
- західна — 3,3 м;
- південна — 4,4 м

Висота гробниці — 2,2 м.
На дні ями вздовж стін вириті канавки завширшки 30—40 см та глибиною 0,5 м. Стіни обшиті порівняно тонким обаполом. Товщина обаполів 10—20 см. Канавки засипані глиною. Стіни гробниці ретельно затиньковані добре промішаною білою глиною.
Всередині ями вбиті чотири опорні стовпи. Для них вириті ями діаметром 0,3 м та глибиною 0,6 м. Всі стовпи округлі, діаметром 0,2 м.
Перед дромосом, по обидві сторони від нього, стояли два округлі стовпи діаметром 30 см, які впущені в дно канавки. Інші дерев'яні конструкції не прослідковуються, лиш на підлозі перед гробницею зустрічається сильно зотліла деревина, скоріш за все, від завіси, яка перекривала вхід до гробниці. Ширина дромоса 1,3 м.
У гробниці виявлено два поховання: чоловіче (?) та дитяче, яке супроводжувало перше.
Залишки скелета дорослої людини лежали вздовж східної стіни на широкому дерев'яному помості чи ношах, від яких збереглися чотири напівзотлілі дошки. Довжина помосту 1,7 м, ширина — 1,25 м. Поховання пограбовано через яму, вириту з поверхні кургану над східною частиною гробниці. Можливо, під час пограбування винесли більшу частину скелета небіжчика та речі поряд з ним. Від скелета залишилися майже повністю розтрощений череп та кістки гомілки однієї ноги, судячи з яких, він лежав на спині, випростано, головою на південь. Приблизно у районі стегна, біля, поясу, знайдено залізний кинджал зі слідами дерева від піхов та з бронзовим наконечником у вигляді голови орла. Нижче від кинджала, очевидно, в піхвах, лежав залізний ніж.
Поховання дитини містилося в північно-західній частині гробниці. Скелет лежав скорчено на правому боці. Права нога випростана, ліва зігнута, руки також зігнуті, кисті лежали перед обличчям. Орієнтація небіжчика, скоріш за все, випадкова — головою на південний схід. Речей при дитячому скелеті не виявлено. Не потривожений грабіжниками.
У гробниці збереглася велика кількість предметів озброєння, кінської збруї та різноманітного начиння. В північно-східному кутку переважно лежали посудини від напутньої їжі, залізні ножі, предмети особистого вжитку. Всередині західної стіни — великий бронзовий казан, який автори розкопок визначили як античний кратер, з чим не погоджується С. Я. Ольговський, вказуючи, що казан, найімовірніше, має кавказьке походження. Остання група речей зосереджена в південно-західному кутку гробниці. Серед них — трохи зарита в глиняну підлогу антична амфора яйцеподібної форми на низькому пологому піддоні, невеликих розмірів, з неширокою низькою шийкою та невеликими, широко поставленими ручками. Ззовні амфора жовтого кольору, на зламі посудина рожева з домішкою дрібного піску. Висота амфори 59 см, діаметр вінчика — 16 см, корпусу — 42 см, діаметр піддону — 8—9 см. Автори розкопок визначили амфору як фасоську та продатували її другою половиною VI ст. до н. е., хоча нині її визначають як мілетську та за різними оцінками датують VII—VI ст. до н. е. У південно-західному кутку також знайдена чорнолощена скіфська біконічна корчага, а біля неї — роздавлений ґрунтом античний червоноглиняний глек, великий та маленький грушоподібні ліпні черпаки.

## Датування
Найдискусійнішим є датування другої гробниці Реп'яхуватої Могили.
Нині в літературі існують різні дати для Реп'яхуватої Могили: кінець VII — початок VI ст. до н. е. за С. В. Поліним, за Г. Коссаком та І. М. Медведською — 650—600 рр. до н. е. та середина VI ст. до н. е. за В. А. Іллінською, Б. М. Мозолевським, О. І. Тереножкіним. Діапазон дат складає 100 років і, як наслідок при різних оцінках хронології цього комплексу та синхронному йому горизонту ранньоскіфської культури (РСК) мова йде про принципово різні історичні контексти.
Дослідниця М. М. Дараган вважає гробницю № 2 еталонним комплексом фінального етапу РСК старшежуравського/келермеського етапу (РСК-3). Вона вказує, що пам'ятки келермеського типу на Північному Кавказі існують в VII ст. до н. е. та не пізніше початку VI ст. до н. е. припиняють своє існування. Тому, датування пам'яток Північного Кавказу та пам'яток келермеського типу українського лісостепу при однакових категоріях матеріальної культури значно відрізняються між собою. Комплекс другої гробниці Реп'яхуватої Могили, який має яскраво виражений келермесько/старшежуравський вигляд та датований по античній амфорі VI ст. до н. е., явно суперечить отриманим датуванням північнокавказьких пам'яток, на думку М. М. Дараган.
В. В. Рубан відніс амфору до мілетської та датував її кінцем VII — початком VI ст. до н. е. С. В. Полін наголосив, що не можна відділяти Реп'яхувату Могилу від інших комплексів келермеського часу, які датовані незалежно від прив'язки до античної кераміки по шкалі близькосхідної хронології другою половиною — кінцем VII ст. до н. е.
М. М. Дараган наводить приклади знаходження подібних мілетських амфор в надійно датованих кінцем VII ст. до н. е. зруйнованих містах Леванту: Ashkelon, Tel Miqne-Ekron, Tel Batash Timnah, Mezad Hashavyahu, а також в самому Мілеті (Калабак-Тепе), амфори з якого датуються кінцем VII — початком VI ст. до н. е. Такі ж амфори знаходять на античній Березані та Більському городищі. Визначальним фактором, за М. М. Дараган, є відсутність таких амфор в Ольвії, заснування якої припадає на першу чверть VI ст. до н. е., та на інших античних пам'ятках, які з'явилися в першій половині VI ст. до н. е. — Пантікапей, Феодосія, Мірмекій, Тірітака, Кепи, Гермонасса.
Не погоджується із такою датою дослідниця Т. М. Кузнєцова, яка стверджує, що гробниця № 1 може бути датована першим десятиліттям другої чверті VI ст. до н. е., а сам курган в межах другої чверті — середини цього ж століття. Т. М. Кузнєцова вказує, що курган можна продатувати використовуючи такий хроноіндикатор як бронзове дзеркало-фіала, яке знайшли в гробниці № 1: північнопричорноморські пам'ятки, в складі яких були подібні дзеркала, дослідники датували другою половиною VI ст. до н. е.